# Rippweiler
Rippweiler (luxemburgisch Rippweilerⓘ) ist eine Ortschaft der Gemeinde Useldingen im Westen Luxemburgs. Sie zählt 191 Einwohner.
Rippweiler liegt etwa drei Kilometer südwestlich der Hauptortschaft Useldingen und wird durch die Nationalstraße 24 erschlossen.